# Courtils
Courtils – miejscowość i gmina we Francji, w regionie Normandia, w departamencie Manche.
Według danych na rok 1990 gminę zamieszkiwało 271 osób, a gęstość zaludnienia wynosiła 50 osób/km² (wśród 1815 gmin Dolnej Normandii Courtils plasuje się na 621. miejscu pod względem liczby ludności, natomiast pod względem powierzchni na miejscu 848.).